# Eutichurus tropicus
Eutichurus tropicus är en spindelart som först beskrevs av Ludwig Carl Christian Koch 1866.  Eutichurus tropicus ingår i släktet Eutichurus och familjen sporrspindlar.
Artens utbredningsområde är Colombia. Inga underarter finns listade i Catalogue of Life.